# Everybody's on the Run
Everybody's on the Run è un singolo del gruppo musicale britannico Noel Gallagher's High Flying Birds, il quinto estratto dall'album di debutto omonimo. È stato pubblicato il 29 luglio 2012 nei formati CD, 45 giri e download digitale.

## Il brano
Composta da Noel Gallagher e prodotta da David Sardy, Everybody's on the Run è la traccia di apertura dell'album Noel Gallagher's High Flying Birds. Si tratta di un'appassionata ballata di oltre cinque minuti, arricchita dall'orchestra d'archi The Wired Strings e dalle voci del Crouch End Festival Chorus, il cui stile ricorda alcune produzioni degli Oasis: non a caso la genesi del brano risale al periodo dell'ultimo tour del gruppo, a cavallo tra gli anni 2008 e 2009. Il brano era infatti noto sin da quando alcuni fan ne avevano registrato una versione acustica durante il soundcheck per il concerto del 7 maggio 2009 a Rio de Janeiro, diffondendo poi l'audio online sul portale YouTube. In occasione del lancio del nuovo sito ufficiale dell'artista, il 25 luglio 2011, una particolare variante strumentale della canzone in cui figurano solamente il coro e gli archi è stata resa disponibile per l'ascolto online. Durante un'intervista dell'ottobre 2011 l'autore ha descritto con queste parole il significato del brano:
Nell'ottobre 2012 una versione demo del brano, eseguita dal solo Noel Gallagher con una chitarra acustica, è stata inclusa nel disco bonus Faster than the Speed of Magic presente nelle edizioni speciali dell'album dal vivo International Magic Live at The O2.

## Lato B
Il lato B del singolo è un remix della canzone AKA... What a Life! eseguito dagli Amorphous Androgynous: si tratta del terzo e ultimo risultato pubblicato della collaborazione tra Gallagher e il duo britannico, dopo la revisitazione di Falling Down (realizzata per gli Oasis nel 2009) e Shoot a Hole into the Sun (remix di If I Had a Gun... e lato B del singolo Dream On). Il brano, una rielaborazione in chiave psichedelica dell'originale lunga oltre 15 minuti, è stato diffuso in anteprima il 16 luglio 2012 su YouTube.

## Video musicale
Il videoclip, diretto da Mike Bruce, e pubblicato online il 20 giugno del 2012 riunisce a distanza di anni gli attori Mischa Barton e Cameron Van Hoy, che in precedenza avevano interpretato un paio di rapinatori di banche adolescenti nel film Pups del 1999. Il video si apre mostrando un ragazzo (Van Hoy) che dorme nel suo appartamento e una ragazza (Barton) che si trova su un taxi con Noel Gallagher alla guida. Il ragazzo viene svegliato dal campanello suonato dal postino, il quale gli consegna un pacco inviatogli dallo stesso Noel; nel frattempo la ragazza chiede di fermare il taxi per poter scendere. Mentre il ragazzo osserva le nuove scarpe appena ricevute, uno skater gliele sottrae dalle mani; nello stesso momento il vestito della ragazza si impiglia nella portiera del taxi, che parte lasciandola solamente in biancheria intima. I due danno il via ad un inseguimento: una nei confronti del taxi, l'altro in direzione dello skater. Nella foga della scena lo skater si scontra con il taxi e i due inseguitori si ritrovano a terra uno contro l'altro, scoprendo di indossare lo stesso abbigliamento. Il tutto ha fine nell'appartamento del ragazzo, dove lui e la ragazza sono mostrati a letto insieme mentre calzano due identici paia di scarpe.

## Tracce
Lato A
1. Everybody's on the Run – 5:31 (Noel Gallagher)

Lato B
1. AKA... What a Life! (The Amorphous Androgynous Remix) – 15:09 (Noel Gallagher, Amorphous Androgynous)

## Classifiche
| Classifica (2012)         | Posizione massima |
| ------------------------- | ----------------- |
| Belgio (Fiandre)          | 80                |
| Giappone                  | 97                |
| Regno Unito               | 61                |
| Regno Unito (independent) | 2                 |
| Scozia                    | 49                |